# Zwölf Variationen in C-Dur über das Lied „Ah, vous dirai-je, Maman“

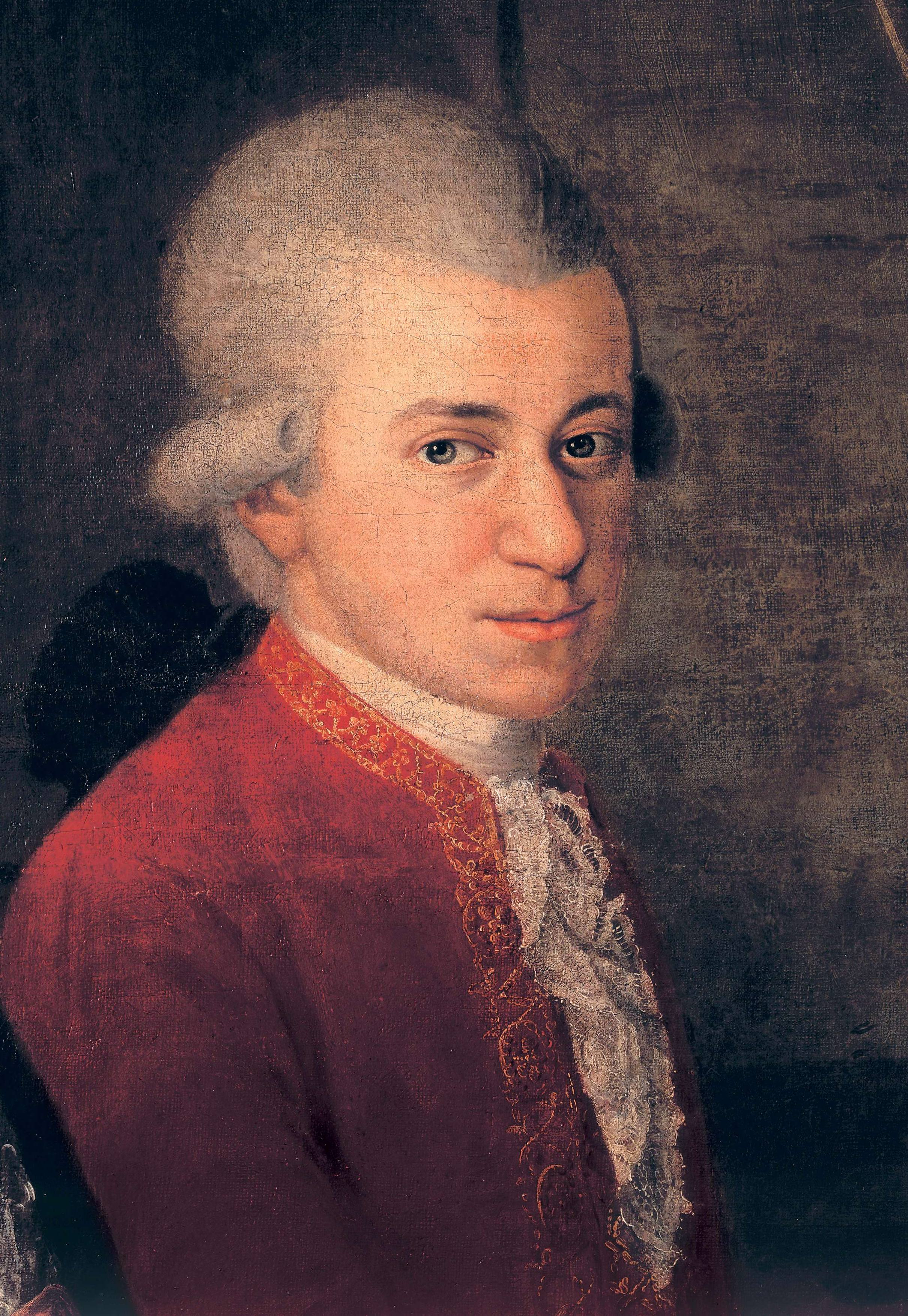
W. A. Mozart, Detail aus einem Gemälde von Johann Nepomuk della Croce (ca. 1780)

Die Zwölf Variationen über das französische Lied „Ah, vous dirai-je, Maman“ KV 265 (300e) sind ein Klavierwerk von Wolfgang Amadeus Mozart, das er Ende 1781 für die Pianistin Josepha Barbara von Auernhammer schrieb.
Als Thema der 12 Variationen wählte Mozart die Melodie des namensgebenden französischen Lieds, das auch anderen Liedern wie dem Wiegenlied Twinkle, Twinkle, Little Star oder dem Weihnachtslied Morgen kommt der Weihnachtsmann zugrunde liegt.
Das Werk ist sehr populär und wird häufig im Klavierunterricht verwendet. Die kurzweiligen Variationen folgen zwar der Norm, enthalten aber technische Schwierigkeiten und überraschende harmonische, rhythmische und kontrapunktische Wendungen.

## Zur Musik

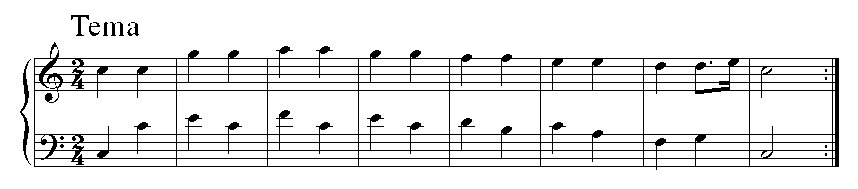
Incipit des Themas

Das aus Vierteln bestehende zweiteilige Thema umfasst eine Sexte und wird von der rechten Hand gespielt, während die linke Hand ebenfalls mit Vierteln begleitet. Es wandert von der Tonika (C-Dur) über die Subdominante (F-Dur) im dritten und Dominante (G-Dur) im fünften Takt zurück zur Tonika in Takt 8.
In den ersten acht Takten des Nachsatzes (Takte 9 bis 16) greift Mozart zweimal die Abwärtsbewegung von G bis D auf und leitet in die Wiederholung des Vordersatzes über.
Zu den pianistischen Herausforderungen gehören Skalenspiel in der ersten, zweiten, siebten und letzten, Arpeggien in der dritten und vierten, Synkopen in der fünften, Basstriller in der sechsten und das Übergreifen der Hände in der zehnten Variation, während das virtuose Finale vom 2/4- in den 3/4-Takt übergeht und mit einem zweiteiligen Nachsatz und 36 Takten länger ist als die vorhergehenden Variationen, die wie das Thema jeweils nur 24 Takte umfassen.
Übergänge der kompositorischen Ideen lassen sich zwischen der ersten und zweiten wie dritten und vierten Variation erkennen.
So begleiten die von der rechten Hand gespielten Sechzehntel der ersten Variation in der zweiten die kontrapunktisch umspielte Melodie mit der linken Hand. Dort bereichert Mozart das Thema an der Stelle um sehnsüchtige Chromatik, wo die Worte „peut-on vivre sans amant?“ des französischen Liedes zu hören wären. Die Triolenbewegung der rechten Hand aus Variation III ist im folgenden Stück in die Bassbegleitung versetzt.

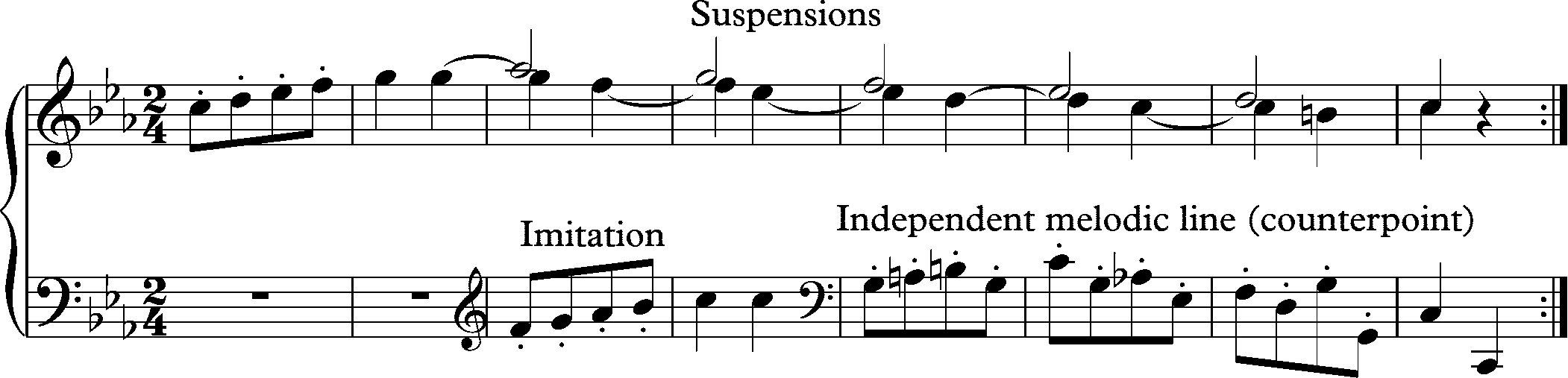
Variation Nr. 8

Die Syncopatio der fünften Variation führt zu Wendungen, die am Generalbass orientiert sind und sich auch in der ersten, zweiten und vierten Variation der Violinsonate G-Dur KV 379 finden.
Überrascht die achte Variation mit der Tonart c-Moll, kanonischen Einsätzen und Dissonanzen, so die elfte mit dem jäh zurückgenommenen Tempo (Adagio) und zahlreichen Verzierungen. Das aufsteigende Motiv der elften Variation erinnert an das des kantablen Andantes aus dem 21. Klavierkonzert, das dort allerdings nicht über die Subdominante geführt wird, sondern gleich die Dominante erreicht. Diese Mittel heben beide Stücke aus dem Zyklus heraus und verleihen ihnen einen ernsten Charakter.
Das letzte Stück im 3/4-Takt ist im Gegensatz zu den vorhergehenden Variationen mit einer Tempoangabe (Allegro) versehen und bildet mit seinen Trillern, beidhändigen 16tel-Bewegungen, Läufen und einer Coda den wirkungsvollen Abschluss des Werkes.

## Entstehung und Hintergrund

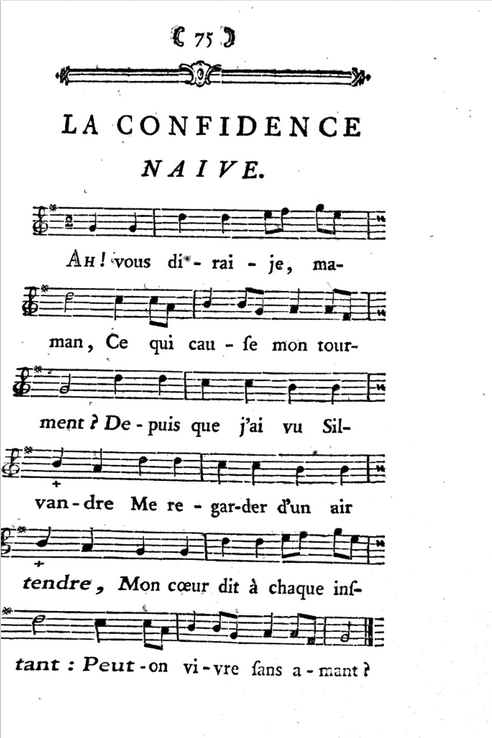
Erstveröffentlichung der Vorlage in Recueil de Romances, 1774

Die als Vorlage für die Variationen dienende Melodie wurde 1761 erstmals publiziert. Der Titel Ah, vous dirai-je, Maman ist vor allem als Anfang eines Kinderlieds bekannt. Der ursprüngliche Text, ein Liebesgedicht im Stil der Schäferdichtung, richtete sich jedoch an Erwachsene und war nicht für Kinder vorgesehen. Er erschien 1774 erstmals gemeinsam mit der Melodie im Druck.
Das eingängige Thema findet sich – neben Twinkle, Twinkle, Little Star und Morgen kommt der Weihnachtsmann – noch in vielen anderen Werken. Zu ihnen gehört das Allegretto mit 18 Variationen in G-Dur über „Ah, vous dirai-je, maman“ von Johann Christoph Friedrich Bach, der 12. Satz (Fossiles) aus dem Karneval der Tiere von Camille Saint-Saëns, die Zehn Variationen über „Ah, vous dirai-je, maman“ von Erwin Schulhoff und die Variationen über ein Kinderlied für Klavier und Orchester, op. 25 von Ernst von Dohnányi.
Mozart komponierte das Werk kurz nach seiner Ansiedelung in Wien für seine Schülerin Josepha Barbara von Auernhammer, der er später die Sonaten für Klavier und Violine KV 296 und KV 376–380 widmete.
Neben seinen Klaviersonaten gehören die Variationen zu den häufigsten Kompositionen für das Instrument und umfassen 17 Werke. Seine frühen Stücke lassen zahlreiche Vorbilder wie Leopold Mozart, Joseph Haydn und Johann Christian Bach erkennen.
Bis auf die Variationen des ersten Satzes der A-Dur-Sonate zeigen die Werke nur wenige Ansätze individueller Prägung und kompositorischer Verdichtung.
Blickt man auf ihre Entstehung, wird verständlich, warum Mozart sich hier zurückhielt. So wurde er häufig gebeten, über ein vorgegebenes Thema vor einem nicht sonderlich fachkundigen Auditorium zu improvisieren, woraus sich Impulse für die spätere Niederschrift (KV 398 und 455) ergaben. Dann kam es vor, dass er Persönlichkeiten des Adels oder andere Komponisten beeindrucken wollte.
Zu ihnen gehörte der französische Cellist Jean-Pierre Duport, der ab 1787 „Surintendant der königlichen Kammermusik“ am Hofe Friedrich Wilhelms II. von Preußen war. 1789 verarbeitete Mozart das Menuett aus dessen Cellosonate Nr. 6 in D-Dur in seinen Duport-Variationen KV 573.